# Принс-Уильям
Принс-Уильям (устар. Чугацкий залив; англ. Prince William Sound) — залив в заливе Аляска, расположенный у южных берегов американского штата Аляска к востоку от полуострова Кенай. Крупнейшим портом залива является город Валдиз, расположенный в южной оконечности трансаляскинского нефтепровода. Также в заливе находится множество небольших островов (Монтагью, Хинчинбрук), включающие города Кордова и Уиттиер и небольшие поселения коренных жителей.
Большинство земель вокруг залива принадлежат Национальному заповеднику Чугач, второму по величине в США лесному парку у склонов гор Чугач. Береговая линия изрезанная, с многочисленными островами и фьордами, сформированные ледником.
Джеймс Кук в 1778 году вошёл в залив, который он назвал «залив Сэндвича» в честь своего патрона Джона Сэндвича. При редактировании карты Кука название залива сменили на «Принс-Уильям» в честь принца Уильяма, будущего короля Вильгельма IV. В период Русской Америки залив называли Чугацким заливом в честь народа чугач, проживавшего в данном регионе.
В 1964 году цунами, возникшее из-за Великого аляскинского землетрясения, привело к значительным жертвам в прибрежном поселении Ченига.
В 1989 году супертанкер «Эксон Валдиз» сел на мель у рифа Блай, в результате чего произошёл крупный разлив нефти. Это привело к гибели 250 000 морских птиц, 3000 каланов, 300 обыкновенных тюленей, 250 белоголовых орланов и 22 косаток.

## Галерея
- Бухта на юго-западе залива
- Обрыв у залива Принс-Уильям
- Криволесье у залива Принс-Уильям
- Залив у ледника Шуп